# Rantalankari
Rantalankari är en ö i Finland. Den ligger i sjön Pyhäjärvi och i kommunen Pöytis i den ekonomiska regionen  Loimaa ekonomiska region  och landskapet Egentliga Finland, i den sydvästra delen av landet, 160 km nordväst om huvudstaden Helsingfors. Öns största längd är 20 meter i nord-sydlig riktning.